# Piozzo
Piozzo ist eine Gemeinde in der italienischen Provinz Cuneo (CN), Region Piemont.

## Lage und Einwohner
Piozzo liegt 40 km nordöstlich von der Provinzhauptstadt Cuneo entfernt in der Weinregion Langhe, am Tanaro. Das Gemeindegebiet umfasst eine Fläche von 14,3 km² und hat 980 Einwohner (Stand 31. Dezember 2023). Zur Gemeinde gehören auch die drei Fraktionen (Frazioni) San Grato, Verne und Pià.
Die Nachbargemeinden sind Bene Vagienna, Carrù, Farigliano und Lequio Tanaro.

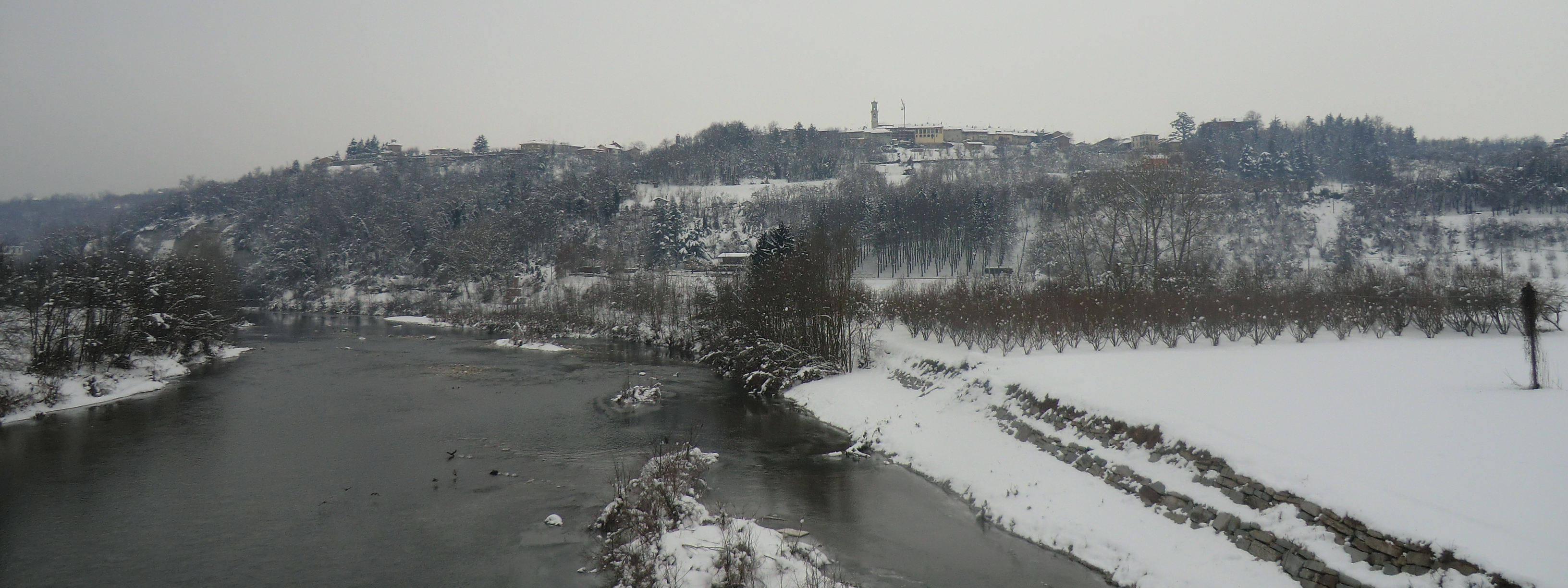
Panorama mit dem Tanaro

## Geschichte

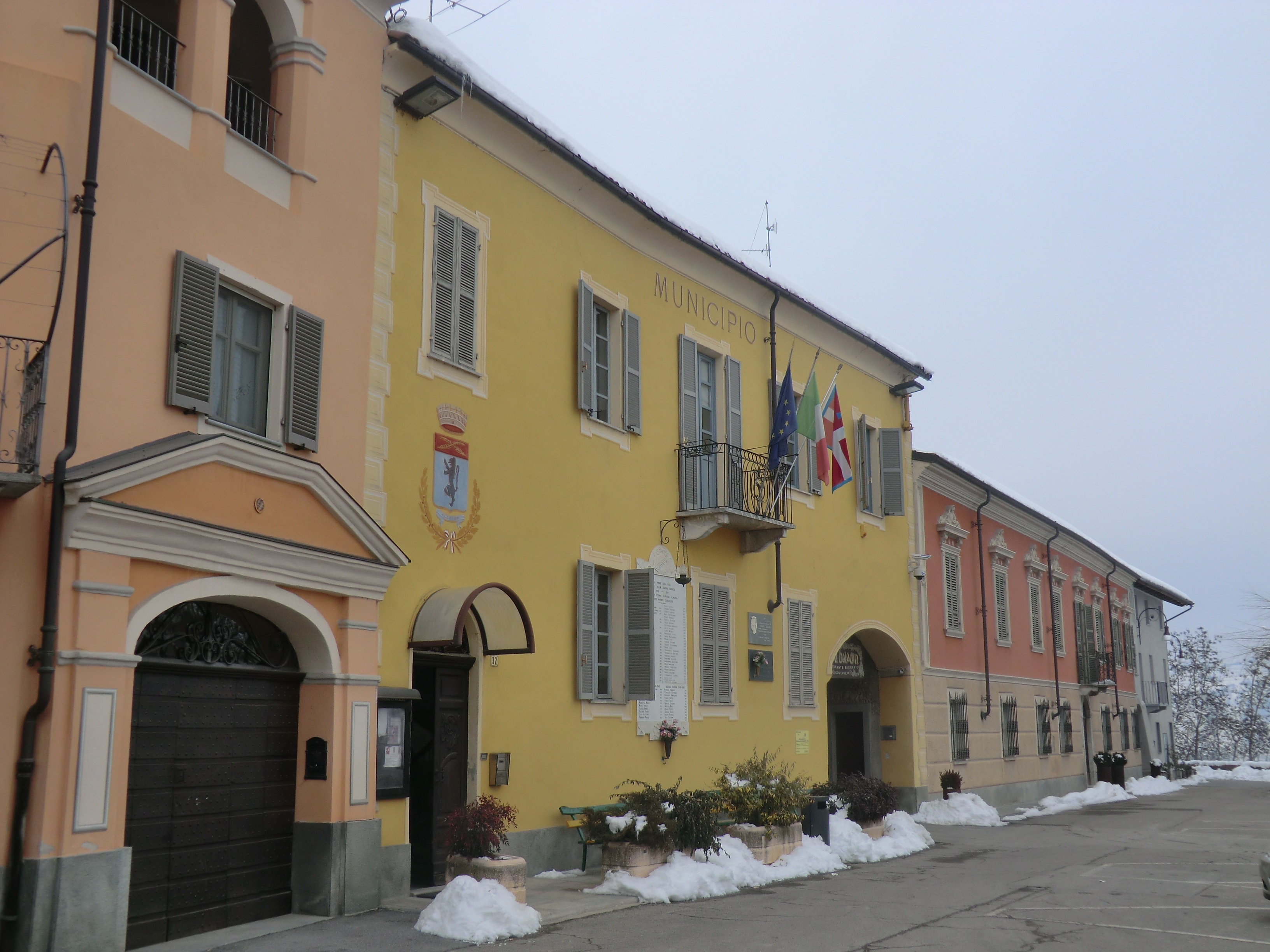
Gemeindeverwaltung

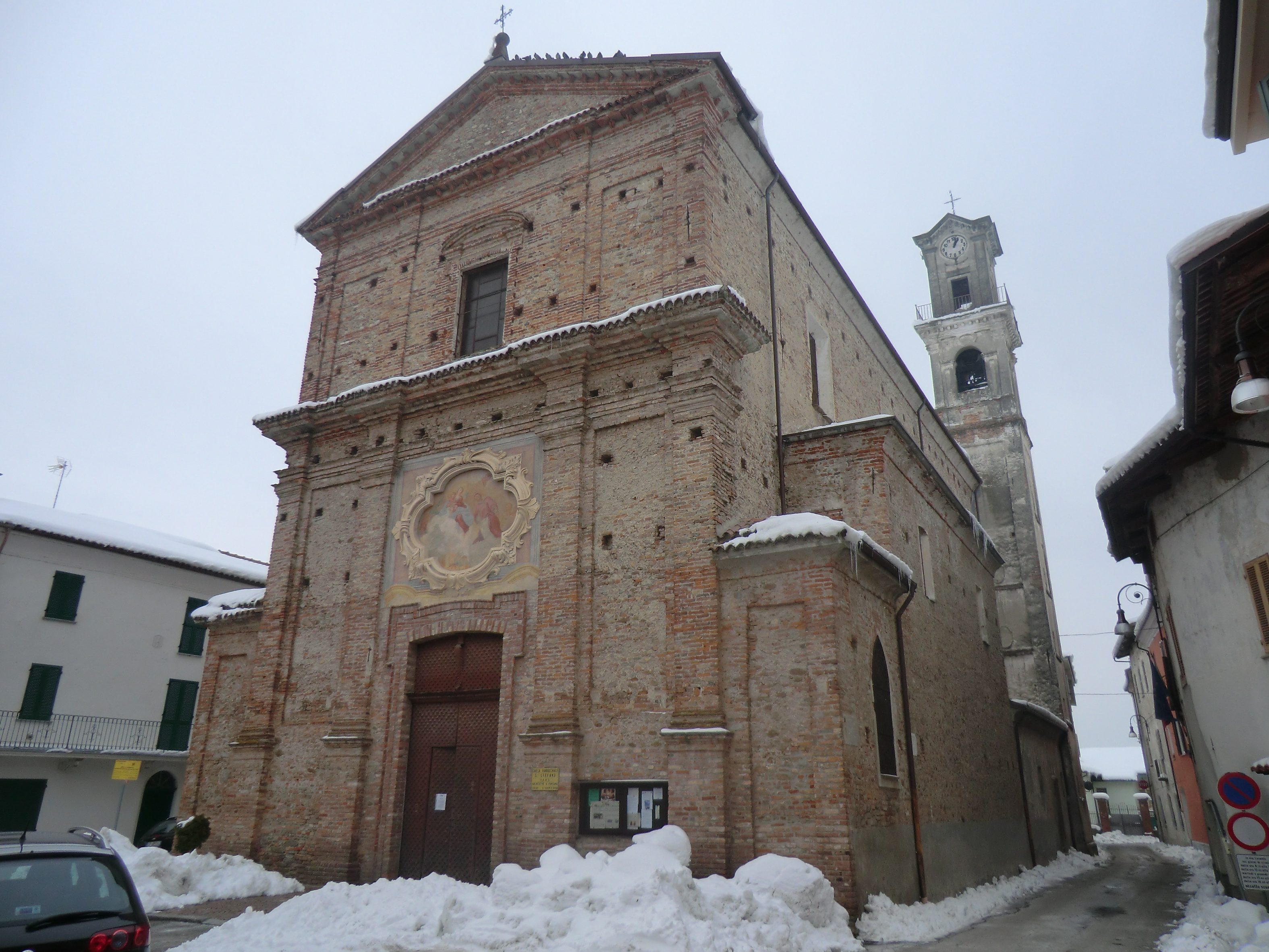
Kirche Santo Stefano

Der Ortsname erscheint in der mittelalterlichen Dokumentation von 1041 mit „Plaucium“, „Plocium“ und „Plocius“, abwechselnd mit Formen („Plotius“ und „Plozius“), die leicht „Plotius“ zuzuordnen sind, und in Norditalien weit verbreitet sind und auch im Piemont vorkommen. Das lokale Ergebnis „pios“ macht diese Hypothese der von einigen Gelehrten vorgeschlagenen vorzuziehen, die stattdessen das lateinische PLUTEUM darin widergespiegelt sahen, d. h. „Brüstung, Schutz“.
Die Ursprünge des Dorfes sind sehr alt, wie die zahlreichen vor Ort gefundenen Funde belegen. Es wurde von den Ligurer-Bagienni kolonisiert, denen sich später die Sarmaten anschlossen, die dort viele Jahrhunderte lang eine stabile Präsenz bildeten. Offiziell in die Geschichte eingegangen ist es erst im Jahr 1041, als Kaiser Heinrich III. dem Bischof von Asti mit einem Diplom den Hof bestätigte. Im Mittelalter versammelten sich die Bewohner der verschiedenen Ortschaften in der Villa, einem natürlich geschützteren Ort, um sich vor barbarischen und sarazenischen Übergriffen zu schützen. Letzterer unterzeichnete 1425 zusammen mit dem Feudalherrn Giovanni Galeazzo, Markgraf von Saluzzo, die Statuten, die die Rechte und Pflichten der Gemeinde festlegten. Die Saluzzos hielten die Herrschaft bis 1493, dem Jahr, in dem sie sie an Bernardino Govone, Gutsherr des Prinzen Philipp von Savoyen, abtraten. Das Lehen ging dann an die Familie Saluzzo zurück und ging 1638 an einen ihrer Vasallen, Goffredo Amedeo Vacca, über.
Im letzten Weltkrieg wurde es als Vergeltung von deutschen Truppen am 5. Juli 1944 in Brand gesteckt.
Aus historisch-künstlerischer Sicht interessant sind die Grabeskirche aus dem 11. Jahrhundert, die Pfarrkirche Santo Stefano und die Kapelle San Bernardino da Siena aus dem 13. Jahrhundert. Das Heiligtum Unserer Lieben Frau von den Gnaden und die Bruderschaftskirche der Battuti neri aus dem 11.–12. Jahrhundert sind ebenso wertvolle Bauten zu der die Bruderschaftskirche der Weißen Battuti, erbaut im 15. Jahrhundert und auch das Heiligtum-Kloster der Madonna della Mirra dazuzählen. Der Stadtpalast aus dem 18. Jahrhundert und das Kapitänshaus aus dem 14. Jahrhundert sind auch Erwähnenswert. Schließlich das Schloss, das Ende des 14. Jahrhunderts von der Familie Saluzzo erbaut und anschließend in ein Herrenhaus umgewandelt wurde.

## Kulinarische Spezialitäten
In der Umgebung von Piozzo wird Weinbau betrieben. Die Beeren der Rebsorten Spätburgunder und/oder Chardonnay dürfen zum Schaumwein Alta Langa verarbeitet werden.